# Esuvios
Los esuvios (en latín, Essuvii) fueron un pueblo galo de la región de Armórica. Los pueblos celtas se habían asentado en la península de Bretaña posiblemente en el siglo VI a. C., teniendo ésta importancia estratégica debido a que su dominio permitía controlar la costa atlántica de la Galia y el canal de la Mancha, algo de gran interés para César, que después realizaría campañas en Britania. El nombre de «esuvios» derivaría del dios epónimo Esus, venerado localmente por las tribus celtas.
Los otros pueblos celtas de la región, vecinos de los esuvios, eran: los vénetos, los redones, los coriosolites, los osismos y los námnetes. Los esuvios serían los que quedarían más al norte de Armórica, pasada la península de Cotentin, en la región que actualmente es Calvados.
Julio César menciona a los esuvios en sus Comentarios a la guerra de las Galias junto a estas tribus vecinas, llamándolos a todos ellos Aremoricae, pueblos aremóricos; «Aremórica» o «Armórica» significaba «país junto al mar» o «los marítimos». La primera referencia de César a los esuvios aparece en su relato de lo ocurrido en el año 57 a. C.:

César fue informado por Publio Craso, a quien había enviado con una legión contra los vénetos y las otras tribus en la costa Atlántica - los venelos (unelos), osismos, coriosolites, esuvios, aulercos y redones - todos estos habían quedado sometidos al gobierno romano.

En el libro III, que narra las campañas contra los vénetos y otros pueblos armoricanos, además del sometimiento de Aquitania por Publio Craso (año 56 a. C.) menciona que, como faltaba trigo en el territorio de los andes, reclamó provisiones a los pueblos vecinos, entre ellos a los esuvios, a donde envió a Tito Terrasidio (cap. 7 (en inglés) Archivado el 12 de junio de 2011 en Wayback Machine..4). Nuevamente faltó trigo, esta vez por sequía, en un momento relatado del libro V (años 54-53 a. C.), y esta vez lo que se hace es repartir los campamentos de invierno de las legiones entre los distintos pueblos; al territorio de los esuvios fue Lucio Roscio Fabato con una legión (cap. 24 (en inglés) Archivado el 11 de noviembre de 2004 en Wayback Machine..2).